# La bestia magnífica
La bestia magnífica o Lucha libre es una película de acción y drama mexicana de 1953, escrita y dirigida por Chano Urueta y protagonizada por Miroslava Stern, Crox Alvarado, Wolf Ruvinskis e Irma Dorantes.

## Trama
Dos grandes amigos se convierten en luchadores para dejar atrás la pobreza en la que viven, pero la llegada de una ambiciosa mujer cambiará su destino trágicamente.

## Reparto
- Miroslava Stern como Meche
- Crox Alvarado como David González
- Wolf Ruvinskis como Carlos
- José Elías Moreno como «Maravilla» López
- Irma Dorantes como Teresita
- Miguel Manzano
- Benjamín Aguilar
- Beatriz Saavedra como Carmen
- José Luis Rojas
- Luis Flores
- Ismael Pérez "Poncianito"
- Odette Olivier
- Jesús Valero como Doctor
- Manuel Trejo Morales como Don Sergio
- Ángel Merino como Doctor
- Enrique Llanes como Luchador
- Rito Romero como Luchador
- Raúl Romero
- El Bulldog como Luchador

## Premios
- 8 Premios Ariel (1953) - Películas de 1952
- Ganadora
Mejor actor de cuadro (José Elías Moreno)
- Nominada
Mejor guion adaptado (Chano Urueta)
- Ganadora
Mejor edición (Jorge Bustos)

## Banda sonora
- Mambo en Sax, música de Dámaso Pérez Prado
- Que Divino, música de Consuelo Velázquez
- Chiqui-Chiqui, música de Consuelo Velázquez